# Тиберій Клавдій Нерон Старший
Тиберій Клавдій Нерон (лат. Tiberius Claudus Nero; близько. 78 до н. е. — 33 до н. е.) — давньоримський політичний діяч і воєначальник, батько імператора Тиберія, перший чоловік Лівії Друзілли.

## Походження
Походив з патриціанського роду Клавдіїв, з гілки, що походила корінням до Аппія Клавдія Цека. Батько його, Тиберій Клавдій Нерон, в 67 до н. е. брав участь у кампанії Помпея проти середземноморських піратів, а в 63 до н. е. був обраний претором. Відомостей про його матір немає.

## Життєпис
Свою політичну кар'єру розпочав у 54 до н. е., коли намагався притягнути до суду за здирництво Авла Габінія. Дебют не був успішним — справу, можливо через молодість Тиберія, було віддано іншому обвинувачу.
У 50 до н. е. їздив в Азію, де як патрон брав участь у позові міста Нисі. У тому ж році просив у Цицерона руки його дочки, Туллії, однак йому було відмовлено на користь Долабелли.
У 48 до н. е. був на посаді квестора, в 47 до н. е. на посаді проквестора командував флотом Цезаря в Олександрії, причому досить успішно. У 46 до н. е., за підтримки Цезаря, був обраний до колегії понтифіків. У той же час був відправлений в Галлію, де до 45 до н. е. займався розселенням ветеранів з легіонів Цезаря в Нарбоні (суч. Нарбонна, Франція) і Арелаті (суч. Арль, Франція).
Після вбивства Цезаря підтримав змовників і запропонував Сенату видати їм нагороду. Однак незабаром примирився з цезаріанцями і в 42 до н. е. зайняв посаду претора. Приблизно в той же час Тиберій одружився з Лівією Друзіллою, дочкою Марка Лівія Друза Клавдіан, уродженого патриція Аппія Клавдія Пульхра, усиновленою в плебейський рід Друзів . 16 листопада 42 до н. е. у пари народжується первісток, який, за традицією, отримав ім'я батька — Тиберій Клавдій Нерон. Цьому хлопчикові через 56 років призначено було стати наймогутнішою людиною у світі під назвою імператор Тиберій.
Наприкінці 42 до н. е. Тиберій Клавдій вступив в конфронтацію з Октавіаном і разом з сім'єю, не склавши офіційно преторських повноважень, на початку 41 до н. е. покинув Рим, приєднавшись до Луція Антонія і Фульвія в Перузійській війні. Після взяття Октавіаном Перузія (суч. Перуджа, Італія), продовжував опір Октавіану. Намагався організувати повстання рабів у Пренесті і Неаполі, однак зазнав невдачі. Побоюючись проскрипцій з боку Октавіана втік на Сицилію, до Секста Помпея. Помпей не визнав його преторську гідність, через що Тіберій змушений був перебратися в Ахайю, до Марка Антонія.
Після укладення миру між Марком Антонієм і Октавіаном, отримав дозвіл повернутися до Риму. Легенда свідчить, що Октавіан закохався у Лівію, дружину Тиберія, з першого ж погляду, коли вона була йому представлена в 39 році до н. е. Так чи інакше, але він розлучився зі своєю другою дружиною Скрібонією в той самий день, коли вона народила їхню дочку, Юлію Старшу. Тоді ж Тиберій Клавдій був змушений розлучитися з Лівією, яка була на шостому місяці вагітності.
14 січня 38 до н. е. у Лівії народився син, який отримав ім'я Друз, а 17 січня, знехтувавши всі традиційні умовності (римляни не могли одружитися менш, ніж через певний термін після розлучення) Октавіан і Лівія зіграли весілля. На весіллі був присутній і її колишній чоловік, як батько її дітей. Дітей — Тіберія і Друза — Октавіан залишив у будинку батька.
Надалі Тиберій Клавдій жив у Римі. У 35 до н. е., швидше за все, брав участь в Іллірійській війні, в чині легата Октавіана. Помер в 33 до н. е. в Римі ..